# Amphiglossus polleni
Amphiglossus polleni är en ödleart som beskrevs av  Grandidier 1869. Amphiglossus polleni ingår i släktet Amphiglossus och familjen skinkar.
Artens utbredningsområde är Madagaskar. Inga underarter finns listade i Catalogue of Life.